# Mandrin (film, 1947)
Pour les articles homonymes, voir Mandrin.
Pour plus de détails, voir Fiche technique et Distribution.
Mandrin est un film français réalisé par René Jayet, sorti en deux parties en 1947 et 1948.
La première partie a comme titre Le Libérateur, la seconde s'intitule La Tragédie d'un siècle.Le film fut tourné dans le village médiéval de Crémieu en Isére.

## Synopsis
Dans le Dauphiné au milieu du XVIIIe siècle, un tonnelier se révolte contre les injustices frappant les paysans, et finit par se mettre hors la loi.

## Fiche technique
- Réalisation : René Jayet
- Scénario : Jacques Chabannes, André Haguet, d'après un roman d'Arthur Bernède
- Décors : Pierre Blondy et Louis Le Barbenchon
- Photographie : René Colas
- Musique : Marcel Landowski
- Producteur : Claude Dolbert
- Production : Codo-Cinéma
- Pays de production :  France
- Genre : Drame
- Durée totale : 185 minutes
- Dates de sortie en France :
  - Première partie Le Libérateur : 15 novembre 1947
  - Deuxième partie La Tragédie d'un siècle : 7 avril 1948